# 日経プレミアシリーズ
日経プレミアシリーズ（にっけいプレミアシリーズ）は、株式会社日本経済新聞出版社が発行する新書レーベル。姉妹レーベルとして、日経プレミアPLUSがある。

## 概要
2008年5月創刊。
編集長は野澤靖宏。
同社が発行する、実務的な性格が強い日経文庫とは別に、実務的な性格は弱いながらもビジネスに役立つ読みものを、コンパクトなサイズで提供したいという思いのもとに日経プレミアシリーズは作られた。
『リンゴが教えてくれたこと』（木村秋則）や『残念な人の思考法』（山崎将志）など、日経ビジネス人文庫に文庫化されるケースがある。
毎月10日頃に数点ずつ刊行されている。2010年11月に通巻100点を、2013年8月に通巻200点を突破した。

### 日経プレミアPLUS
2012年10月刊行開始。公式サイトでは「すき間時間をランクアップするビジネスパーソンの新・新書」「スマホ世代のマガジン型新書」と紹介されている
。

## 創刊ラインアップ
創刊ラインアップは以下の通り。
1. 音楽遍歴（小泉純一郎）
2. 傷つきやすくなった世界で（石田衣良）
3. 吾々は猫である（飯窪敏彦）
4. 日本をダメにした10の裁判（チームJ）
5. バカ社長論（山田咲道）
6. ビジネス脳を磨く（小阪裕司）

## 関連事項
- 日経文庫
- 日経ビジネス人文庫